# いのち〜桜の記憶〜
「いのち〜桜の記憶〜」（いのち・さくらのきおく）は、若旦那が2011年1月26日にリリースした配信シングル。シングルCDは2011年4月13日にレンタル開始。

## 概要
- 湘南乃風のメンバー若旦那のソロデビューシングル。
- 2010年3月10日から2010年4月9日までに配信された「いのち〜LOVE FOR HAITI〜」を新たにタイトルを変えて録り直したものとなっている。
- 2011年4月13日にCD版のレンタルが開始され、カップリングとして大阪城ホールでのライブで披露した「伝えたい事がこんなあるのに」のライブ音源が収録されている。

## 収録曲

### 配信
1. いのち〜桜の記憶〜
（作詞・作曲：若旦那 / 編曲：Henry Hey）
2. いのち〜桜の記憶〜[Instrumental]

### レンタルCD
1. いのち〜桜の記憶〜
2. 伝えたい事がこんなあるのに LIVE ver.@大阪城ホール
3. いのち〜桜の記憶〜[Instrumental]